# Scalenus fasciatipennis
Scalenus fasciatipennis är en skalbaggsart som först beskrevs av Waterhouse 1885.  Scalenus fasciatipennis ingår i släktet Scalenus och familjen långhorningar. Inga underarter finns listade i Catalogue of Life.